# Eubazus zelinensis
Eubazus zelinensis är en stekelart som beskrevs av Van Achterberg 2000. Eubazus zelinensis ingår i släktet Eubazus och familjen bracksteklar. Inga underarter finns listade i Catalogue of Life.